# رامی ملک
رامی سعید ملک (زادهٔ ۱۲ مه ۱۹۸۱) بازیگر آمریکایی است. او افتخارات مختلفی از قبیل یک جایزهٔ اسکار، یک جایزهٔ فیلم بفتا، یک جایزهٔ گلدن گلوب و یک جایزهٔ امی ساعات پربیننده برنده شده‌است. مجلهٔ تایم در سال ۲۰۱۹ ملک را یکی از ۱۰۰ شخص تاثیرگذار در جهان معرفی کرد.
ملک از والدین مهاجر مصری در تورانس، کالیفرنیا به دنیا آمد و در دانشگاه تورانس، کالیفرنیا تئاتر خواند. او برای بازی در مجموعهٔ آقای ربات (۲۰۱۵–۲۰۱۹) از شبکهٔ یواس‌ای نتورک که برایش جایزه امی ساعات پربیننده برای بهترین بازیگر نقش اول مرد در مجموعه تلویزیونی درام را دریافت کرد و بوهمین راپسودی (۲۰۱۸) که برایش جوایز اسکار، گلدن گلوب و بفتای بهترین بازیگر مرد را دریافت کرد شناخته می‌شود. او اولین بازیگر مصری است که برنده جایزه اسکار بهترین بازیگر مرد شده‌است.

## زندگی
رامی سعید ملک در یک خانواده مصری و در شهر لس آنجلس، کالیفرنیا متولد شد.پدر او یک راهنمای تور در قاهره بود و مادرش نیز یک حسابدار می‌باشد. مالک همچنین یک برادر دوقلو به نام سامی (انگلیسی: Sami) دارد که چهار دقیقه از او کوچکتر است. خواهر بزرگتر او نیز پزشک است. ملک در یک خانواده ارتدکس قبطی بزرگ شده و در حال حاضر با لوسی بوینتون در رابطهٔ عاشقانه است. رابطهٔ آن‌ها حین فیلمبرداری فیلم بوهمین راپسودی آغاز شد.

## حرفه
ملک در دانشگاه اوانزویل واقع در ایندیانا تحصیل و فعالیت خود در سینما را به‌طور رسمی از سال ۲۰۰۴ میلادی آغاز کرد. نخستین حضور او در مقابل دوربین؛ به عنوان بازیگر مهمان در سریال دختران گیلمور رقم خورد. در سال ۲۰۰۵، ملک در سریال‌های جنگ در خانه و در آنجا ظاهر شد. سال ۲۰۰۶ و با حضور در فیلم شب در موزه، ملک توانست حضور در یک فیلم جریان اصلی هالیوود را تجربه کند. او در این فیلم در نقش یک فرعون مصری به نام آخمنرا ظاهر شد. موفقیت تجاری باعث شد دنباله‌های آن نیز ساخته شود و در نتیجه ملک نقش خود را در شب در موزه: نبرد اسمیتسونین و شب در موزه: راز مقبره نیز تکرار کرد. حضور در سریال اقیانوس آرام به تهیه‌کنندگی استیون اسپیلبرگ، باعث شد تا ملک توجهات بیشتری را به خود جلب کند. او در سال ۲۰۱۲، در دو فیلم گرگ‌ومیش: سپیده‌دم - قسمت دوم و استاد جلوی دوربین رفت. وی سپس در فیلم بخش کوتاه‌مدت شماره ۱۲ با بری لارسون هم‌بازی شد. بخش کوتاه‌مدت شماره ۱۲ نقدهای ستایش آمیزی از سوی منتقدان دریافت کرد و از آن به عنوان یکی از بهترین آثار سال ۲۰۱۳ نام برده می‌شود.
ملک در سال ۲۰۱۵ در سریال آقای ربات بازی کرد. او در این سریال در نقش یک هکر و مهندس امنیت رایانه به‌نام الیوت آلدرسون ظاهر شد که از اختلال افسردگی اساسی و اختلال اضطراب اجتماعی رنج می‌برد. هم سریال و هم بازی ملک با تحسین گسترده منتقدان و تماشاگران همراه شد. ملک برای بازی در این سریال، نامزد جوایزی همچون گلدن گلوب، انجمن بازیگران فیلم و جایزه ستلایت شد. در سال ۲۰۱۶، موفق شد برای بازی در فصل دوم سریال آقای ربات، جایزه امی ساعات پربیننده برای بهترین بازیگر نقش اول مرد در مجموعه تلویزیونی درام را به‌دست بیاورد که موفقیتی بزرگ محسوب می‌شود. سال ۲۰۱۷، ملک در فیلم پاپیون و در نقش لوئیس دگا ظاهر شد. فیلم با واکنش متوسط منتقدان همراه بود. سال ۲۰۱۸، ملک در فیلم بوهمین راپسودی، در نقش خواننده معروف گروه کوئین یعنی فردی مرکوری ظاهر شد. فیلم نقدهای متوسطی دریافت کرد اما بازی ملک در نقش مرکوری به‌طور گسترده توسط منتقدان و تماشاگران ستوده شد. این فیلم همچنین با فروش ۹۰۱ میلیون دلار، موفق‌ترین فیلم ملک در گیشه محسوب می‌شود. ملک برای بازی در این فیلم، برنده جوایز زیادی از جمله جایزه اسکار بهترین بازیگر نقش اول مرد، جایزه گلدن گلوب بهترین بازیگر مرد فیلم درام و جایزه بفتای بهترین بازیگر نقش اول مرد شد.

## فیلم‌شناسی

### فیلم
| سال  | عنوان                       | نقش                               | توضیحات    | منا.   |
| ---- | --------------------------- | --------------------------------- | ---------- | ------ |
| ۲۰۰۶ | شب در موزه                  | فرعون احکمنراه                    |            |        |
| ۲۰۰۹ | شب در موزه: نبرد اسمیتسونین | فرعون احکمنراه                    |            |        |
| ۲۰۱۱ | لری کراون                   | Steve Dibiasi                     |            |        |
| ۲۰۱۲ | کشتی جنگی                   | Lt. Hill                          |            |        |
| ۲۰۱۲ | گرگ‌ومیش: سپیده‌دم - قسمت دوم | بنجامین                           |            |        |
| ۲۰۱۲ | استاد                       | کلارک مسی                         |            | [ ۱۴ ] |
| ۲۰۱۳ | آن‌ها بی‌گناهند               | ویل                               |            |        |
| ۲۰۱۳ | بخش کوتاه‌مدت شماره ۱۲       | نیت                               |            |        |
| ۲۰۱۳ | اولدبوی                     | مت برانینگ                        |            |        |
| ۲۰۱۴ | جنون سرعت                   | فین                               |            |        |
| ۲۰۱۴ | شب در موزه: راز مقبره       | فرعون احکمنراه                    |            |        |
| ۲۰۱۴ | Da Sweet Blood of Jesus     | Seneschal Higginbottom            |            | [ ۱۵ ] |
| ۲۰۱۶ | پروژه اکس                   | راوی مشترک (صدا)                  | فیلم کوتاه | [ ۱۶ ] |
| ۲۰۱۶ | دل بد باستر                 | باستر                             |            | [ ۱۶ ] |
| ۲۰۱۷ | پاپیون                      | لوئیس دگا                         |            | [ ۱۷ ] |
| ۲۰۱۸ | بوهمین راپسودی              | فردی مرکوری                       |            | [ ۱۸ ] |
| ۲۰۱۹ | The Ben Cobb Show           | هری باردو                         | فیلم کوتاه | [ ۱۹ ] |
| ۲۰۲۰ | دولیتل                      | چی-چی (صدا)                       |            | [ ۲۰ ] |
| ۲۰۲۱ | چیزهای کوچک                 | LASD detective Jim "Jimmy" Baxter |            | [ ۲۱ ] |
| ۲۰۲۱ | زمانی برای مردن نیست        | سفین                              |            | [ ۲۲ ] |
| ۲۰۲۲ | کنتربری گلس                 |                                   |            | [ ۲۳ ] |
| ۲۰۲۳ | اوپنهایمر                   | دیوید لارنس هیل                   |            | [ ۲۴ ] |
| ۲۰۲۴ | آماتور                      | چارلز هلر                         |            |        |

### تلویزیون
| سال     | عنوان         | نقش                      | توضیحات                               | منا.   |
| ------- | ------------- | ------------------------ | ------------------------------------- | ------ |
| ۲۰۰۴    | دختران گیلمور | اندی                     | قسمت: "In the Clamor and the Clangor" |        |
| ۲۰۰۵    | Over There    | حسن                      | قسمت ۲                                |        |
| ۲۰۰۵    | متوسط         | تیموتی کرچر              | قسمت: "Time Out of Mind"              |        |
| ۲۰۰۵–۰۷ | جنگ در خانه   | کنی البحیر               | قسمت ۲۱                               |        |
| ۲۰۱۰    | ۲۴            | مارکوس الزکار            | قسمت ۳                                |        |
| ۲۰۱۰    | اقیانوس آرام  | Merriell "Snafu" Shelton | قسمت ۶                                |        |
| ۲۰۱۲    | آلکاتراز      | وب پرتر                  | قسمت: "وب پرتر"                       |        |
| ۲۰۱۲    | افسانه کورا   | تهنو                     | نقش صداپیشه؛ قسمت ۳                   |        |
| ۲۰۱۴    | باور          | دکتر آدام تری            | قسمت: "Pilot"                         |        |
| ۲۰۱۵–۱۹ | آقای ربات     | الیوت آلدرسون            | نقش اصلی؛ همچنین تهیه‌کننده (قسمت ۳–۴) | [ ۲۵ ] |
| ۲۰۱۷–۱۸ | بوجک هورسمن   | فلیپ مک‌ویکر (صدا)        | قسمت ۱۰                               |        |

### تئاتر
| سال  | عنوان                      | نقش   | محل                                      | منا.                 |
| ---- | -------------------------- | ----- | ---------------------------------------- | -------------------- |
| ۲۰۰۲ | Fascination                |       | National Playwrights Contest: ژوئیه ۲۰۰۲ | [ ۲۶ ]               |
| ۲۰۰۲ | The Bebop Heard in Okinawa |       | National Playwrights Contest: ژوئیه ۲۰۰۲ | [ ۲۶ ] [ ۲۷ ] [ ۲۸ ] |
| ۲۰۰۴ | Johnny Boy                 | Paul  | Falcon Theatre: ۳۱ مارس – ۲۳ مه ۲۰۰۴     | [ ۲۹ ]               |
| ۲۰۰۴ | Shoes                      |       | Slant Theatre Project: اوت ۲۰۰۴          | [ ۳۰ ] [ ۳۱ ]        |
| ۲۰۰۷ | The Credeaux Canvas        | Jamie | Elephant Theatre: ۲۲ مارس – ۸ آوریل ۲۰۰۷ | [ ۳۲ ]               |

### بازی‌های ویدیویی
| سال  | عنوان               | نقش صداپیشه              | توضیحات                    | منا.   |
| ---- | ------------------- | ------------------------ | -------------------------- | ------ |
| ۲۰۰۴ | هیلو ۲              | صدای افزوده              | در عوامل فیلم اعتبارنیافته | [ ۳۳ ] |
| ۲۰۱۴ | The Legend of Korra | عل هک                    |                            |        |
| ۲۰۱۵ | آنتیل داون          | Joshua "Josh" Washington | همچنین تشبیه               | [ ۳۴ ] |

### پادکست‌ها
| سال  | عنوان  | نقش صداپیشه         | توضیحات          | منا.   |
| ---- | ------ | ------------------- | ---------------- | ------ |
| ۲۰۱۹ | بلک‌اوت | دی جی سایمون ایتانی | همچنین تهیه‌کننده | [ ۳۵ ] |